# Il mare e il tempo
Il mare e il tempo (El mar y el tiempo) è un film del 1989 diretto da Fernando Fernán Gómez.

## Trama
Dopo anni di permanenza in Argentina Jesus torna in Spagna per ricongiungersi con la famiglia ma quello che trova non corrisponde più a quello che ha lasciato.